# Chevanceaux
Chevanceaux är en kommun i departementet Charente-Maritime i regionen Nouvelle-Aquitaine i västra Frankrike. Kommunen ligger  i kantonen Montlieu-la-Garde som ligger i arrondissementet Jonzac. År 2022 hade Chevanceaux 1 087 invånare.

## Befolkningsutveckling
Antalet invånare i kommunen Chevanceaux
Referens:INSEE